# Fartygsingenjör
En fartygsingenjör ansvarar för det löpande underhållet och övervakning av driften av fartygsmaskinerier, vilket innefattar bland annat framdrivningsmaskineri, hjälpmaskineri, kylmaskineriet, oljeseparatorer, pumpar, belysning och däcksmaskineri. Det finns olika grader av fartygsingenjör och förste fartygsingenjören är den som planerar arbetet och är arbetsledare för maskin- och underhållspersonal som motorman och reparatör, eventuellt också elingenjörer/elektriker. Man kontrollerar vad som behöver åtgärdas med maskiner och annan utrustning och fördelar uppgifterna samt följer upp att arbete blivit utfört. Arbetet innebär att man rör sig mycket över hela fartyget.
Fartygsingenjören kallades tidigare maskinist eller maskinmästare.
Följande befattningar finns ombord på svenska fartyg i handelsflottan:
- Teknisk chef
- Förste fartygsingenjör
- Andre fartygsingenjör